# Gavia stellata
Gavia stellata là một loài chim trong họ Gaviidae.
Đây là loài chim di trú, sinh sống chủ yếu ở Bắc bán cầu, sinh sản chủ yếu ở các vùng Bắc cực và trú đông ở các bờ biển phương bắc. Thân dài từ 55–67 cm. Thức ăn của chúng chủ yếu là cá nhưng thỉnh thoảng cũng ăn ốc, động vật giáp xác, động vật không xương sống nhỏ và đôi khi cả côn trùng và thực vật.

## Hình ảnh

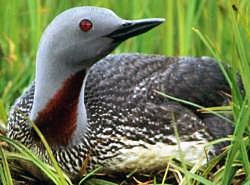
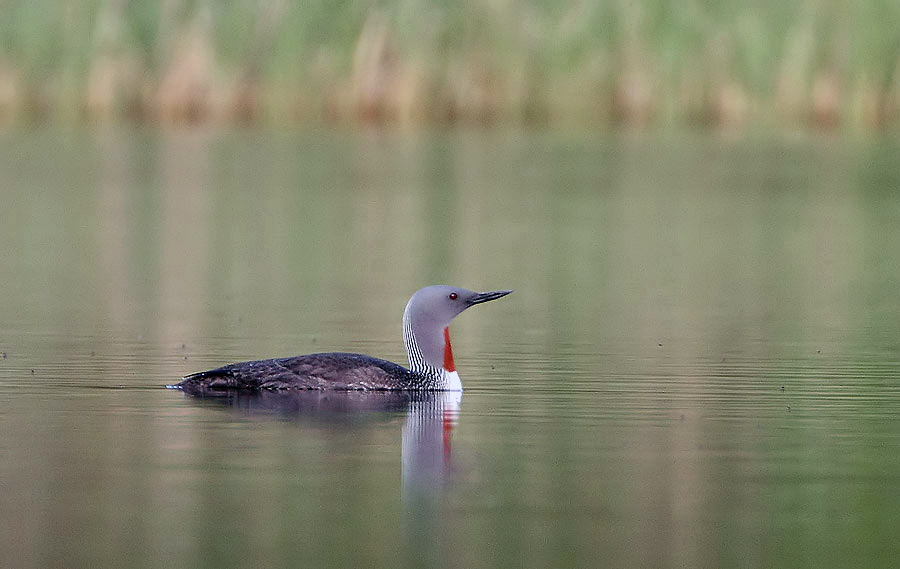
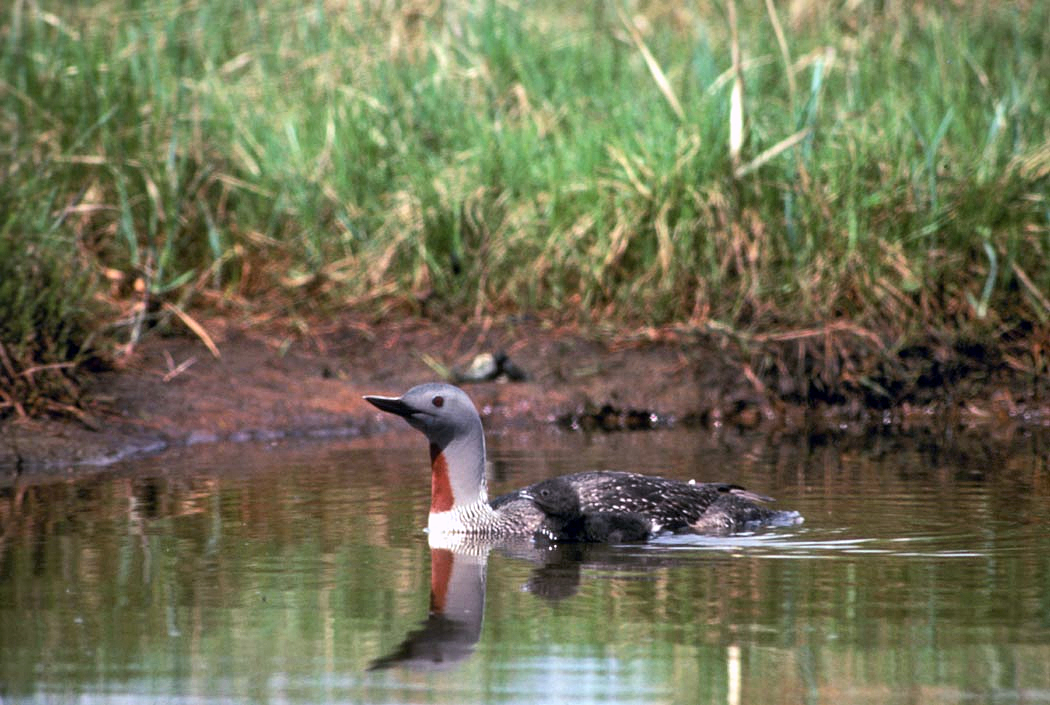
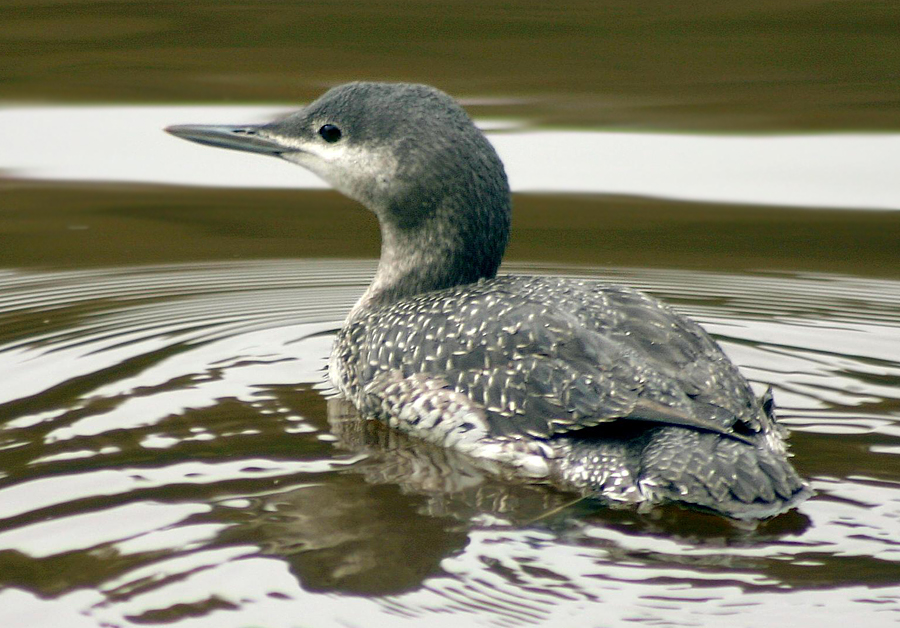
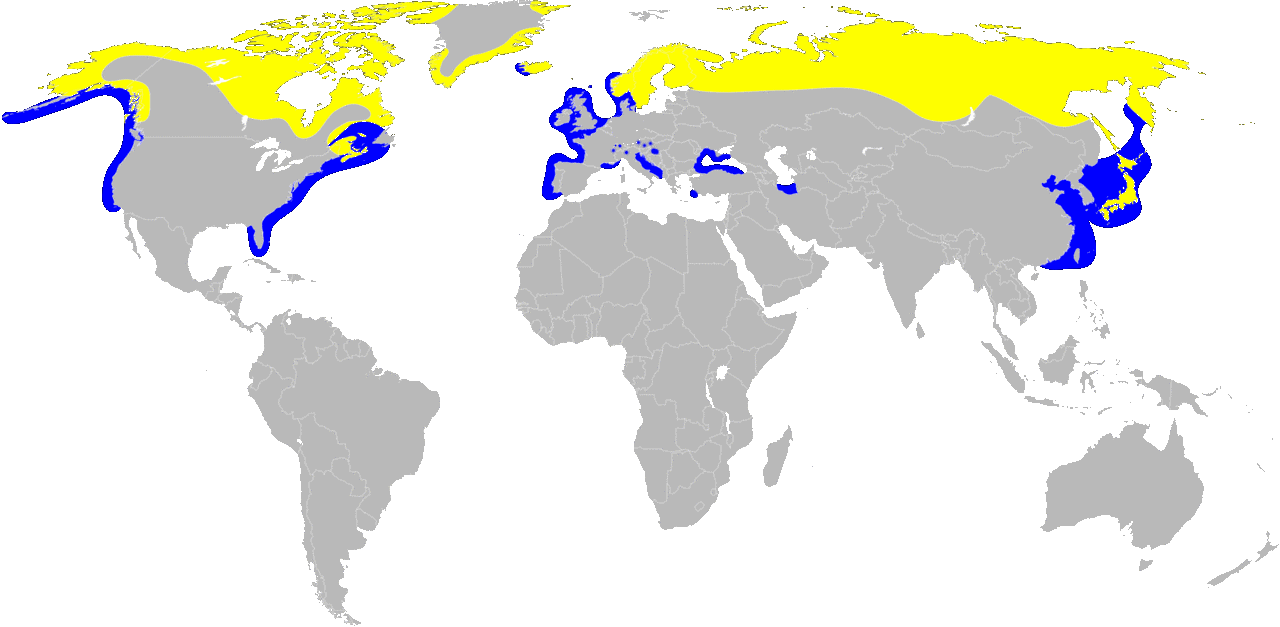
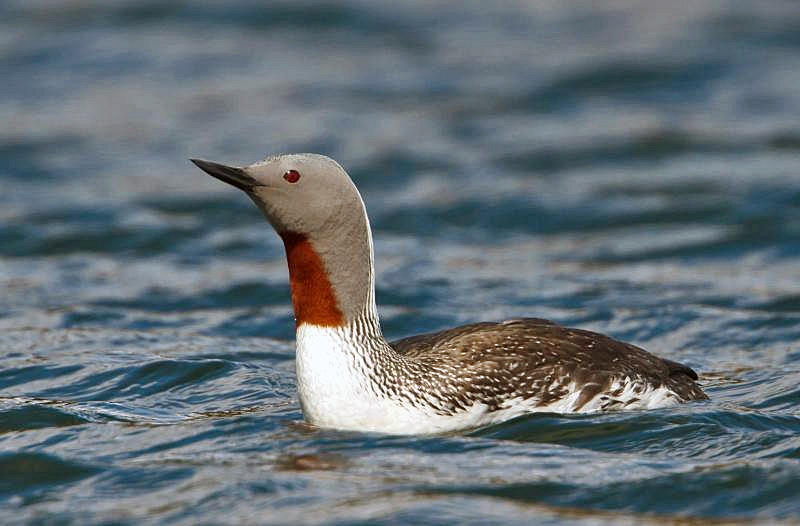
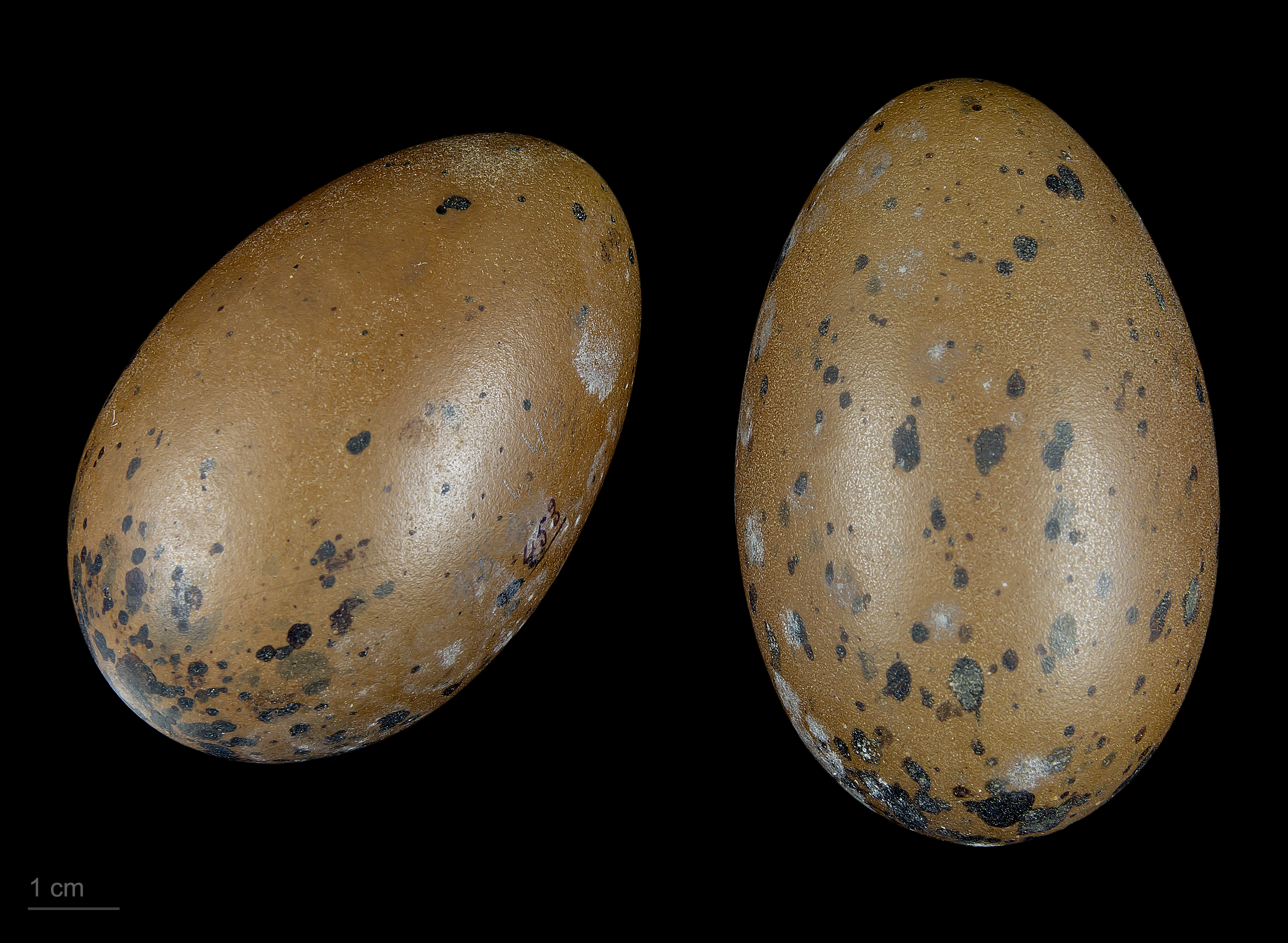
Museum specimen